# Morzeddhu

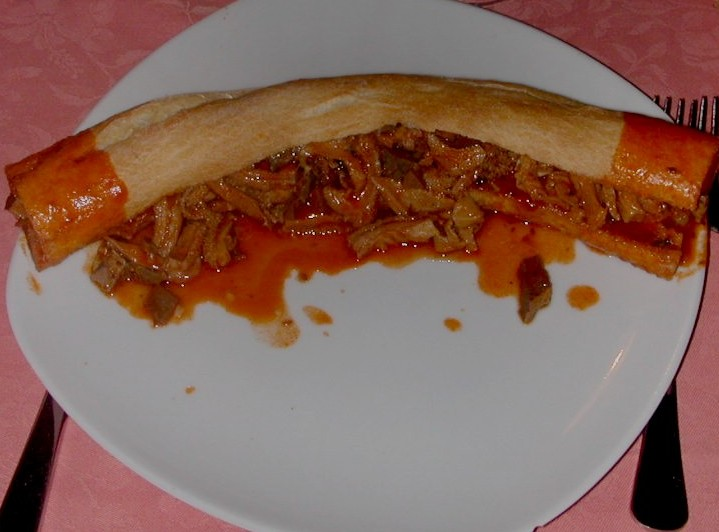
Un morzeddhu.

Le morzeddhu ou morzello est une spécialité culinaire de la région de Catanzaro, en Calabre. 

## Description
Le morzeddhu est préparé à partir d'abats de veau (cœur, poumon, rate, foie, estomac, tripes, intestins), de concentré de tomate, de piments, de sel, d'origan et de laurier. La viande, coupée en petits morceaux, est revenue à la poêle avant d'être mélangée à la tomate et aux condiments.
Ce plat est servi seul dans une assiette, ou dans une pitta (version italienne du pain pita) dite a ruota di carro (en forme de roue de char). Du début du XIXe siècle aux années 1970, le morzeddhu était généralement consommé comme collation, en fin de matinée, par les ouvriers de Catanzaro et des environs.